# Les Francs-juges (ouverture)
Les Francs-juges est la deuxième ouverture composée par Hector Berlioz, pour son opéra Les Francs-juges en 1826. La création a lieu le 26 mai 1828 dans la salle du Conservatoire. 

## Composition
Hector Berlioz compose son ouverture en septembre et octobre 1826, « avec un entraînement sans égal ». La composition de son opéra Les Francs-juges l'occupe de 1827 à 1829, lorsque le livret est rejeté par l'Opéra de Paris.

Le premier thème confié aux violons, dans l'Allegro de cette ouverture, est un souvenir du second Quintette pour flûte et cordes composé par Berlioz à l'âge de quinze ou seize ans. Ses intuitions musicales poussent Romain Rolland à s'interroger : « Comment Berlioz est-il arrivé, presque du premier coup, à ce génie de l'orchestre ? » Il en témoigne ainsi dans ses Mémoires : 

« Après avoir écrit le solo en ré bémol des trombones, dans l'introduction des Francs-Juges, je craignais qu'il ne présentât d'énormes difficultés d'exécution, et j'allai, fort inquiet, le montrer à un des trombonistes de l'Opéra. Celui-ci, en examinant la phrase, me rassura complètement : Le ton de ré bémol est, au contraire, un des plus favorables à cet instrument, me dit-il, et vous pouvez compter sur un grand effet pour votre passage. »

## Création
Grâce au soutien de son maître Lesueur, Berlioz organise un concert de ses œuvres le 26 mai 1828 dans la salle du Conservatoire, concert auquel Lesueur et Reicha assistent, ainsi que Hérold, Auber et Habeneck. Berlioz présente au même concert l'ouverture de Waverley, la Scène héroïque sur la révolution grecque et la cantate « La Mort d'Orphée, déclarée inexécutable par le jury de l'Institut », remplacée à la dernière minute par le Resurrexit de la Messe solennelle. Le compositeur avait dû réaliser les copies de toutes les parties d’orchestre. 
Par la suite, l'ouverture des Francs-juges est une des partitions que Berlioz présente très souvent dans ses tournées de concerts : lors de son dernier voyage en Russie, elle fait partie du programme du quatrième et dernier concert donné à Saint-Petersbourg, le 28 décembre 1867.

## Présentation
L'ouverture des Francs-juges, publiée sous le numéro d'op. 3, est référencée H23 dans le catalogue des œuvres de Berlioz établi par le musicologue américain Dallas Kern Holoman.
La partition emploie 2 flûtes, qui jouent aussi de la  petite flûte ensemble, 2 hautbois, 2 clarinettes en Ut, 2 bassons et un contrebasson, pour les pupitres des vents, 4 cors (2 en Mi, 2 en Ré), 2 trompettes en Mi et une trompette à pistons en Mi, 3 trombones et 2 tubas, pour les pupitres de cuivres. La percussion ajoute les cymbales et la grosse caisse aux timbales. Le quintette à cordes classique est composé des premiers violons, seconds violons, altos, violoncelles et contrebasses.
La durée moyenne d'exécution de l'œuvre est d'environ treize minutes.

## Discographie
- Hector Berlioz : The Complete Works (27 CD, Warner Classics 0190295614447, 2019)
Les Francs-juges (op. 3 ; H 23d), par les London Classical Players et Roger Norrington (dir.), CD 1

### Ouvrages généraux
- François-René Tranchefort, « Hector Berlioz », dans François-René Tranchefort (dir.), Guide de la musique symphonique, Paris, Fayard, coll. « Les Indispensables de la musique », 1996 (1re éd. 1986), 896 p. (ISBN 2-21301638-0), p. 88-99.

### Biographie
- Hector Berlioz, Mémoires, Paris, Flammarion, coll. « Harmoniques », 1991 (ISBN 978-2-7000-2102-8) présentés et annotés par Pierre Citron,
- Pierre Citron, Cahiers Berlioz no 4, Calendrier Berlioz, La Côte-Saint-André, Musée Hector-Berlioz, 2000 (ISSN 0243-3559).

### Monographies
- Pierre-René Serna, Berlioz de B à Z, Paris, Van de Velde, 2006, 264 p. (ISBN 2-85868-379-4)

### Articles et analyses
- Romain Rolland, Sur Berlioz, Bruxelles, Éditions Complexes, 2003 (ISBN 2-870-27977-9)